# Гётцен, Густав Адольф фон
Густав Адольф фон Гётцен (12 мая 1866 — 2 декабря 1910) — немецкий географ, путешественник и исследователь, губернатор Германской Восточной Африки.
Родился в Шарфенеке, Силезия. Изучал право в университетах Парижа, Берлина и Киля, затем поступил на военную службу. В 1890—1891 годах предпринял успешную экспедицию к Килиманджаро, а во время второй экспедиции пересёк весь Африканский континент от Пангани, Германская Восточная Африка, до устья Конго. Экспедиция, предпринятая в сотрудничестве с фон Приттвицем и Керстингом, была начата 21 декабря 1893 года и была закончена после больших трудностей 29 ноября 1894 года. Интересные открытия, сделанные в ней Гётценом, описаны им в работе под названием Durch Afrika von Ost nach West (1895). В 1896 году он был направлен в Вашингтон как военный и военно-морской атташе, в 1900 году был назначен губернатором Германской Восточной Африки, а в 1901 году возглавил размещённые там германские вооружённые силы. В 1906 году был вынужден оставить этот пост по состоянию здоровья.